# Liste von Tagfalterarten in Nordrhein-Westfalen
Die Liste von Tagfalterarten in Nordrhein-Westfalen nennt die Arten von Tagfaltern aus der Überfamilie der Papilionoidea in den verschiedenen Regionen Nordrhein-Westfalens insbesondere anhand der Roten Liste des Landes Nordrhein-Westfalen.

## Artenliste
| Art                                        | Wissenschaftlicher Name  | Bemerkungen | Bild |
| ------------------------------------------ | ------------------------ | ----------- | ---- |
| Kleiner Fuchs                              | Aglais urticae           | [ 1 ]       |      |
| Aurorafalter                               | Anthocharis cardamines   | [ 1 ]       |      |
| Kleiner Schillerfalter                     | Apatura ilia             | [ 1 ]       |      |
| Großer Schillerfalter                      | Apatura iris             | [ 1 ]       |      |
| Schornsteinfeger, Brauner Waldvogel        | Aphantopus hyperantus    | [ 1 ]       |      |
| Baumweißling                               | Aporia crataegi          | [ 1 ]       |      |
| Landkärtchen                               | Araschnia levana         | [ 1 ]       |      |
| Feuriger Perlmuttfalter                    | Argynnis adippe          | [ 1 ]       |      |
| Großer Perlmuttfalter                      | Argynnis aglaja          | [ 1 ]       |      |
| Mittlerer Perlmuttfalter                   | Argynnis niobe           | [ 1 ]       |      |
| Kaisermantel                               | Argynnis paphia          | [ 1 ]       |      |
| Kleiner Sonnenröschen-Bläuling             | Aricia agestis           | [ 1 ]       |      |
| Storchschnabel-Bläuling                    | Aricia eumedon           | [ 1 ]       |      |
| Hochmoor-Perlmuttfalter                    | Boloria aquilonaris      | [ 1 ]       |      |
| Magerrasen-Perlmuttfalter                  | Boloria dia              | [ 1 ]       |      |
| Randring-Perlmuttfalter                    | Boloria eunomia          | [ 1 ]       |      |
| Silberfleck-Perlmuttfalter                 | Boloria euphrosyne       | [ 1 ]       |      |
| Braunfleckiger Perlmuttfalter              | Boloria selene           | [ 1 ]       |      |
| Mädesüß-Perlmuttfalter                     | Brenthis ino             | [ 1 ]       |      |
| Weißer Waldportier                         | Brintesia circe          | [ 1 ]       |      |
| Pelargonien-Bläuling                       | Cacyreus marshalli       | [ 1 ]       |      |
| Grüner Zipfelfalter                        | Callophrys rubi          | [ 1 ]       |      |
| Malven-Dickkopffalter                      | Carcharodus alceae       | [ 1 ]       |      |
| Gelbwürfeliger Dickkopffalter              | Carterocephalus palaemon | [ 1 ]       |      |
| Faulbaumbläuling                           | Celastrina argiolus      | [ 1 ]       |      |
| Berghexe                                   | Chazara briseis          | [ 1 ]       |      |
| Weißbindiges Wiesenvögelchen               | Coenonympha arcania      | [ 1 ]       |      |
| Rotbraunes Wiesenvögelchen                 | Coenonympha glycerion    | [ 1 ]       |      |
| Wald-Wiesenvögelchen                       | Coenonympha hero         | [ 1 ]       |      |
| Kleines Wiesenvögelchen                    | Coenonympha pamphilus    | [ 1 ]       |      |
| Großes Wiesenvögelchen                     | Coenonympha tullia       | [ 1 ]       |      |
| Hufeisenklee-Gelbling                      | Colias alfacariensis     | [ 1 ]       |      |
| Postillon                                  | Colias croceus           | [ 1 ]       |      |
| Goldene Acht                               | Colias hyale             | [ 1 ]       |      |
| Hochmoor-Gelbling                          | Colias palaeno           | [ 1 ]       |      |
| Kurzschwänziger Bläuling                   | Cupido argiades          | [ 1 ]       |      |
| Zwerg-Bläuling                             | Cupido minimus           | [ 1 ]       |      |
| Graubindiger Mohrenfalter                  | Erebia aethiops          | [ 1 ]       |      |
| Weißbindiger Mohrenfalter                  | Erebia ligea             | [ 1 ]       |      |
| Rundaugen-Mohrenfalter                     | Erebia medusa            | [ 1 ]       |      |
| Kronwicken-Dickkopffalter                  | Erynnis tages            | [ 1 ]       |      |
| Goldener Scheckenfalter                    | Euphydryas aurinia       | [ 1 ]       |      |
| Maivogel                                   | Euphydryas maturna       | [ 1 ]       |      |
| Alexis-Bläuling, Großpunkt-Bläuling        | Glaucopsyche alexis      | [ 1 ]       |      |
| Zitronenfalter                             | Gonepteryx rhamni        | [ 1 ]       |      |
| Schlüsselblumen-Würfelfalter               | Hamearis lucina          | [ 1 ]       |      |
| Komma-Dickkopffalter                       | Hesperia comma           | [ 1 ]       |      |
| Spiegelfleck-Dickkopffalter                | Heteropterus morpheus    | [ 1 ]       |      |
| Kleiner Waldportier                        | Hipparchia alcyone       | [ 1 ]       |      |
| Großer Waldportier                         | Hipparchia fagi          | [ 1 ]       |      |
| Rostbinde                                  | Hipparchia semele        | [ 1 ]       |      |
| Kleine Rostbinde, Eisenfarbener Samtfalter | Hipparchia statilinus    | [ 1 ]       |      |
| Kleines Ochsenauge                         | Hyponephele lycaon       | [ 1 ]       |      |
| Tagpfauenauge                              | Inachis io               | [ 1 ]       |      |
| Segelfalter                                | Iphiclides podalirius    | [ 1 ]       |      |
| Kleiner Perlmuttfalter                     | Issoria lathonia         | [ 1 ]       |      |
| Westlicher Resedaweißling                  | Pontia daplidice         | [ 1 ]       |      |
| Großer Wanderbläuling                      | Lampides boeticus        | [ 1 ]       |      |
| Braunauge                                  | Lasiommata maera         | [ 1 ]       |      |
| Mauerfuchs                                 | Lasiommata megera        | [ 1 ]       |      |
| Kryptischer Senfweißling                   | Leptidea juvernica       | [ 1 ]       |      |
| Senfweißling                               | Leptidea sinapis         | [ 1 ]       |      |
| Kleiner Wanderbläuling                     | Leptotes pirithous       | [ 1 ]       |      |
| Kleiner Eisvogel                           | Limenitis camilla        | [ 1 ]       |      |
| Großer Eisvogel                            | Limenitis populi         | [ 1 ]       |      |
| Blauschwarzer Eisvogel                     | Limenitis reducta        | [ 1 ]       |      |
| Gelbringfalter                             | Lopinga achine           | [ 1 ]       |      |
| Violetter Feuerfalter                      | Lycaena alciphron        | [ 1 ]       |      |
| Großer Feuerfalter                         | Lycaena dispar           | [ 1 ]       |      |
| Blauschillernder Feuerfalter               | Lycaena helle            | [ 1 ]       |      |
| Lilagold-Feuerfalter                       | Lycaena hippothoe        | [ 1 ]       |      |
| Kleiner Feuerfalter                        | Lycaena phlaeas          | [ 1 ]       |      |
| Brauner Feuerfalter                        | Lycaena tityrus          | [ 1 ]       |      |
| Dukaten-Feuerfalter                        | Lycaena virgaureae       | [ 1 ]       |      |
| Lungenenzian-Ameisenbläuling               | Maculinea alcon          | [ 1 ]       |      |
| Quendel-Ameisenbläuling                    | Maculinea arion          | [ 1 ]       |      |
| Dunkler Wiesenknopf-Ameisenbläuling        | Maculinea nausithous     | [ 1 ]       |      |
| Kreuzenzian-Ameisenbläuling                | Maculinea rebeli         | [ 1 ]       |      |
| Heller Wiesenknopf-Ameisenbläuling         | Maculinea teleius        | [ 1 ]       |      |
| Großes Ochsenauge                          | Maniola jurtina          | [ 1 ]       |      |
| Schachbrettfalter                          | Melanargia galathea      | [ 1 ]       |      |
| Wachtelweizen-Scheckenfalter               | Melitaea athalia         | [ 1 ]       |      |
| Ehrenpreis-Scheckenfalter                  | Melitaea aurelia         | [ 1 ]       |      |
| Wegerich-Scheckenfalter                    | Melitaea cinxia          | [ 1 ]       |      |
| Baldrian-Scheckenfalter                    | Melitaea diamina         | [ 1 ]       |      |
| Roter Scheckenfalter                       | Melitaea didyma          | [ 1 ]       |      |
| Blauäugiger Waldportier                    | Minois dryas             | [ 1 ]       |      |
| Blauer Eichen-Zipfelfalter                 | Neozephyrus quercus      | [ 1 ]       |      |
| Trauermantel                               | Nymphalis antiopa        | [ 1 ]       |      |
| Großer Fuchs                               | Nymphalis polychloros    | [ 1 ]       |      |
| Östlicher Großer Fuchs                     | Nymphalis xanthomelas    | [ 1 ]       |      |
| Rostfarbiger Dickkopffalter                | Ochlodes venata          | [ 1 ]       |      |
| Schwalbenschwanz                           | Papilio machaon          | [ 1 ]       |      |
| Waldbrettspiel                             | Pararge aegeria          | [ 1 ]       |      |
| Apollofalter                               | Parnassius apollo        | [ 1 ]       |      |
| Großer Kohlweißling                        | Pieris brassicae         | [ 1 ]       |      |
| Rapsweißling                               | Pieris napi              | [ 1 ]       |      |
| Kleiner Kohlweißling                       | Pieris rapae             | [ 1 ]       |      |
| Argus-Bläuling                             | Plebejus argus           | [ 1 ]       |      |
| Kronwicken-Bläuling                        | Plebeius argyrognomon    | [ 1 ]       |      |
| Idas-Bläuling                              | Plebeius idas            | [ 1 ]       |      |
| Hochmoor-Bläuling                          | Plebeius optilete        | [ 1 ]       |      |
| C-Falter                                   | Polygonia c-album        | [ 1 ]       |      |
| Vogelwicken-Bläuling                       | Polyommatus amanda       | [ 1 ]       |      |
| Himmelblauer Bläuling                      | Polyommatus bellargus    | [ 1 ]       |      |
| Silbergrüner Bläuling                      | Polyommatus coridon      | [ 1 ]       |      |
| Großer Esparsetten-Bläuling                | Polyommatus damon        | [ 1 ]       |      |
| Wundklee-Bläuling                          | Polyommatus dorylas      | [ 1 ]       |      |
| Gemeiner Bläuling                          | Polyommatus icarus       | [ 1 ]       |      |
| Violetter Waldbläuling                     | Polyommatus semiargus    | [ 1 ]       |      |
| Kleiner Esparsetten-Bläuling               | Polyommatus thersites    | [ 1 ]       |      |
| Quendel-Bläuling                           | Pseudophilotes baton     | [ 1 ]       |      |
| Sonnenröschen-Würfel-Dickkopffalter        | Pyrgus alveus-Komplex    | [ 1 ]       |      |
| Steppenheiden-Würfel-Dickkopffalter        | Pyrgus carthami          | [ 1 ]       |      |
| Kleiner Würfel-Dickkopffalter              | Pyrgus malvae            | [ 1 ]       |      |
| Schwarzbrauner Würfel-Dickkopffalter       | Pyrgus serratulae        | [ 1 ]       |      |
| Rotbraunes Ochsenauge                      | Pyronia tithonus         | [ 1 ]       |      |
| Brauner Eichen-Zipfelfalter                | Satyrium ilicis          | [ 1 ]       |      |
| Pflaumen-Zipfelfalter                      | Satyrium pruni           | [ 1 ]       |      |
| Kreuzdorn-Zipfelfalter                     | Satyrium spini           | [ 1 ]       |      |
| Ulmen-Zipfelfalter                         | Satyrium w-album         | [ 1 ]       |      |
| Fetthennen-Bläuling                        | Scolitantides orion      | [ 1 ]       |      |
| Roter Würfel-Dickkopffalter                | Spialia sertorius        | [ 1 ]       |      |
| Nierenfleck-Zipfelfalter                   | Thecla betulae           | [ 1 ]       |      |
| Mattscheckiger Braun-Dickkopffalter        | Thymelicus acteon        | [ 1 ]       |      |
| Schwarzkolbiger Braun-Dickkopffalter       | Thymelicus ineola        | [ 1 ]       |      |
| Braunkolbiger Braun-Dickkopffalter         | Thymelicus sylvestris    | [ 1 ]       |      |
| Admiral                                    | Vanessa atalanta         | [ 1 ]       |      |
| Distelfalter                               | Vanessa cardui           | [ 1 ]       |      |